# میلاد احمدی
میلاد احمدی (زاده ‎۲۳ شهریور ۱۳۷۳ در قزوین) بازیکن فوتبال اهل ایران است که در پست‌های وینگر راست و مهاجم بازی می‌کند.

## دوران باشگاهی
وی سابقه بازی در تیم های شمس آذر قزوین، فجرسپاسی شیراز،ملوان و‌ آلومینیوم اراک را در کارنامه خود دارد.

## افتخارات
وی سابقه قهرمانی با دو باشگاه شمس آذر قزوین و فجرسپاسی شیراز در لیگ آزادگان را در کارنامه ورزشی خود دارد، که منجر به صعود این دو تیم به لیگ برتر خلیج فارس شد.